# Association iranienne contre la vivisection
Iranian Anti-Vivisection Association (IAVA) – en français, « Association iranienne contre la vivisection » – est une organisation non gouvernementale à but non lucratif.
C'est le premier groupe iranien de défense des droits des animaux en Iran dont l’objectif est de défendre, dans les milieux professionnels, les droits des animaux de laboratoire,.
En 2012, l’IAVA a été reconnue comme le groupe iranien le plus actif dans le domaine des droits des animaux, et l’organisation Iran Animal Rights Watch et d’autres instances environnementales l’ont honoré par la statuette l'Ours Brun,.
En 2016, l'association se voit décerner le prix Lush pour son action en faveur de la protection des animaux, la première organisation iranienne à recevoir cette distinction.